# ムシチュイ2世

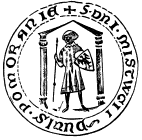
ムシチュイ2世の印璽

ムシチュイ2世（ポーランド語：Mściwój II / Mszczuj II；ドイツ語：Mestwin II.、1220年頃 - 1294年）は、ポモジェ東部のシフィエチェ（シュヴェッツ）公（在位：1266年 - 1294年）。グダニスク公シフィエントペウク2世の息子として生まれ、父の死とともにシフィエチェ公となり、1271年からはグダニスク公を兼ねた。叔父のルビシェヴォ公サンボル2世の死後、ムシチュイ2世はポメレリア地方の全域を支配下に収めることができた。

## 生涯
1269年、アルンスヴァルデの和約により、ブランデンブルク辺境伯がポメレリアのムシチュイの領国に対する宗主権を獲得した。ムシチュイの弟ヴァルティスラフ2世はグダニスク公を務めていたが、兄とその同盟者であるブランデンブルク辺境伯たちによって領国を追われた。ヴァルティスラフはドイツ騎士団国家の許に逃れ、1271年に亡くなった。生き残ったムシチュイの男系親族はポメレリア南部を支配する叔父サンボル2世のみだったが、同様にムシチュイによって領国を追われ、騎士団国家に身を寄せたのち、1276年に死んだ。こうして、ムシチュイ2世はポメレリアの単独支配者に上りつめた。
ムシチュイ2世には男子の相続人がなかったため、アルンスヴァルデの和約が存在する以上、その遺領はブランデンブルクに渡ると思われていた。しかし、ムシチュイは1282年にケンプノの和約を結び、遠縁にあたるポーランドのヴィエルコポルスカ公プシェミスウ2世を全領土の相続人に指名した。この結果、ブランデンブルクとポーランドとの関係は敵対的なものになり、1308年のドイツ騎士団によるグダニスク占領を招いた。
ムシチュイは1275年にクヤヴィ公カジミェシュ1世の未亡人エウフロジナと結婚したが、1288年に彼女と離婚して元修道女の愛人スリスワヴァと再婚している。